# Johann Friedrich Kittl
Johann Friedrich Kittl   (Orlík nad Vltavou, 8 de maig de 1806 - Leszno, 20 de juliol de 1868) va ser un compositor txec.

## Biografia
Kittl va estudiar dret a Praga i música amb Johann Wenzel Tomaschek. De 1843 a 1864 va dirigir el Conservatori de Praga.
Kittl es va donar a conèixer a través de les seves òperes, que van tenir molt èxit a Praga. També va escriure música de cambra, cançons i quatre simfonies, inclosa la molt interpretada simfonia en mi bemoll major "Lovecká" (simfonia de caça op. 8, cap al 1838).
En els 22 anys de la seva feina, Kittl va aconseguir establir el Conservatori de Praga com un centre de formació internacionalment respectat per a músics joves.
A finals de març de 1865 es van estendre a Praga "la brama sobre la situació financera de Kittl", que finalment es va confirmar, per exemple que debía al violoncel·lista Adrien-François Servais (1807–1866) 2.000 florins durant deu anys, "sense complir amb la seva obligació", així com que "intenta oblidar les seves preocupacions mentre beu vi". A més, Kittl, que pel baix cobrava un sou anual de 1365 florins, deia que tenia "altres obligacions econòmiques", "també cap als membres del professorat". Aleshores, Kittl va ser rellevat de les seves funcions i també va perdre el seu dret a la pensió.
A principis de 1866 va marxar de Praga i es va establir al Gran Ducat de Posen, on va viure en circumstàncies modestes com a professor de música d'una sèrie de nobles durant els dos últims anys de la seva vida. Els problemes de salut aviat es van afegir a les preocupacions financeres. Kittl va morir el 20 de juliol de 1868 a Polish-Lissa, prop de Breslau, després d'una llarga malaltia.
El 28 de novembre de 1868, el Conservatori de Praga va celebrar un funeral per Kittl, en el qual es va interpretar el Rèquiem de Mozart.

## Òperes
- Daphnis' Grave (perdut)
- Bianca i Giuseppe (o els francesos abans de Niça), llibret de Richard Wagner basat en la novel·la d'Heinrich Koenig The High Bride (1848)
- Flor del bosc, llibret de Johann Carl Hickel (1852)
- El llibret iconoclasta: Julius Edward Hartmann (1854)